# آنجلو ماتئا
آنجلو ماتئا (به ایتالیایی: Angelo Mattea) بازیکن فوتبال اهل ایتالیا است که از سال ۱۹۱۴ میلادی عضو تیم ملی فوتبال ایتالیا بوده و در ۵ بازی ملی حضور داشته‌است. او در بازی‌های ملی‌اش ۱ گل به ثمر رساند.
آنجلو ماتیا آخرین بازی ملی خود را در سال ۱۹۲۱ میلادی انجام داد.